# OMV
OMV (Österreichische Mineralölverwaltung) este o companie internațională integrată de petrol, gaze și produse petrochimice, cu sediul central în Viena, Austria. Compania este listată la bursa din Viena. În 2021, Forbes Global 2000 a plasat Grupul OMV pe locul 413 în clasamentul celor mai mari companii publice din lume. Compania operează activ în domeniul petrolului și al gazelor naturale precum și în domeniul produselor petrochimice și al reciclării plasticului. 

## Istoric

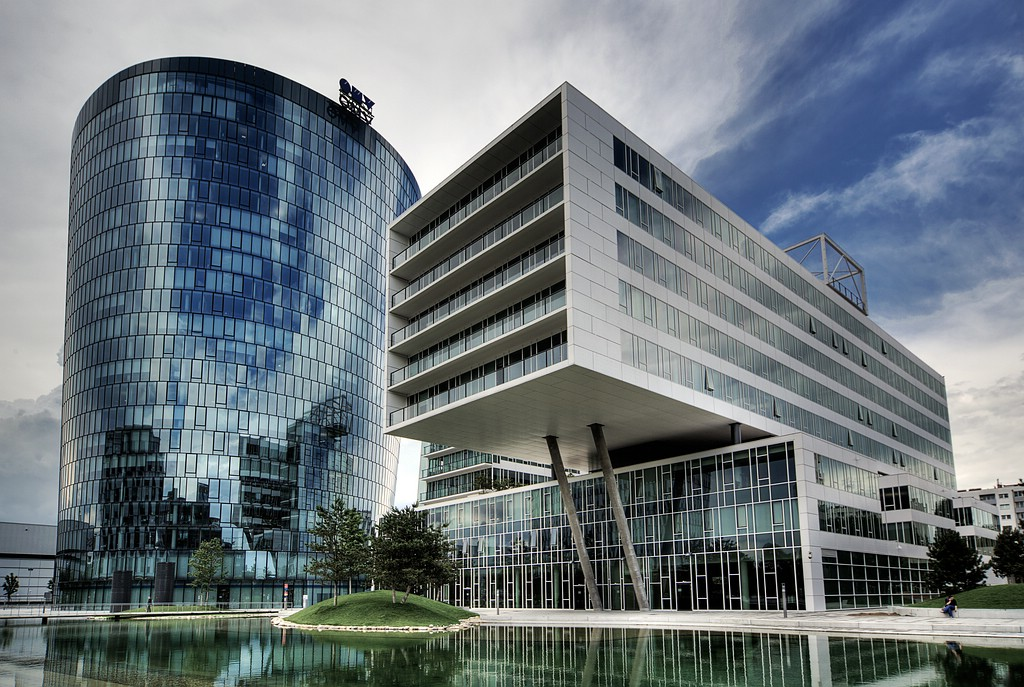
Sediul OMV: clădirea Hoch Zwei, din Viena

Istoria OMV a început pe 3 iulie 1956, cand compania cunoscută atunci sub numele “Österreichische Mineralölverwaltungs Aktiengesellschaft” a fost înregistrată oficial în Registrul Comerțului.  Prin urmare Soviet Mineral Oil Administration (Sowjetische Mineralölverwaltung, SMV) devine „Osterreichische Mineralölverwaltungs Aktiengesellschaft“. Soviet Mineral Oil Administration (Sowjetische Mineralölverwaltung, SMV) reprezenta o corporație formată după război, în timpul ocupației sovietice.
Patru ani mai târziu, în 1960, compania a inaugurat Rafinăria Schwechat de lângă Viena Schwechat. În 1968, a fost semnat primul contract de furnizare de gaze naturale cu fosta URSS. La sfârșitul anului 1987, 15% din OMV a fost privatizat, devenind prima companie austriacă de stat listată la bursă. Pe 26 iunie 1990, OMV a deschis prima sa benzinărie, în Viena.
În 1998, OMV a achiziționat o cotă de 25% din grupul de firme Borealis, producător de materiale plastice.
La sfârșitul anului 1994, International Petroleum Investment Company (IPIC) din Abu Dhabi a achiziționat 19,6% din acțiunile grupului. În 1995, denumirea grupului a fost schimbată din „ÖMV“ în „OMV“, deoarece în multe limbi nu este uzuală trema „Ö“.
La începutul anilor 2000, OMV a început să se dezvolte în Europa de Est prin achiziția a  circa 10% din compania ungară petrolieră MOL, iar în 2003, a achiziționat Divizia Explorare și Producție a German Preussag Energie extinzându-și astfel rețeaua de benzinării.
În anul 2004, OMV a devenit liderul de piață în Europa Centrală și de Est prin achiziționarea a 51% din grupul românesc de petrol și gaze naturale Petrom, care a reprezentat, la acea vreme, cea mai mare achiziție din istoria OMV.
În același an, OMV și-a majorat capitalul social, astfel încât acțiunile tranzacționate pe bursă au depășit pentru prima dată cota de 50 %. După vânzarea a 50 % din compania subsidiară Agrolinz Melamine International GmbH către IPIC în anul 2005, OMV a preluat, împreună cu IPIC, grupul Borealis în întregime.
În 2006, OMV a achiziționat 34% din grupul petrolier turc Petrol Ofisi. În mai 2006, consiliile de administrație ale OMV și Verbund, grupul austriac de utilități, au anunțat că se intenționează o fuziune. Totuși, acest plan a eșuat din cauza opoziției unor miniștri de stat austrieci.
În 2007 OMV și-a mărit participația la grupul petrolier ungar MOL la 20,2%. Apoi, OMV și-a vândut întreaga participație în luna martie 2009, după ce MOL a respins o ofertă de cumpărare în 2008 și Comisia europeană a impus unele cerințe extrem de stricte în vederea aprobării achiziției. La sfârșitul anului 2010, OMV a achiziționat participația deținută de Dogan Holding în Petrol Ofisi, ceea ce a crescut participația la 95,75%.   
În 2012, sonda Domino-1 din perimetrul românesc al Mării Negre, blocul Neptun a făcut cea mai semnificativă descoperire-din acel an, care are potențialul de a deveni cel mai important zăcământ de gaz descoperit de OMV.
Pe 31 octombrie 2013 a fost încheiat acordul de achiziție cu compania norvegiană Statoil, care includea participații la zăcăminte de petrol și gaze-și proiecte de dezvoltare în Norvegia și Marea Britanie), având o valoare de 2,65 mld. USD, aceasta a fost, la acea vreme, cea mai mare tranzacție din istoria OMV.
În luna decembrie 2013 a fost semnat un acord pentru vânzarea participației de 45% deținută în cadrul companiei germane Bayernoil. Vânzarea s-a încheiat în 2014 în luna iunie.
În 2015, OMV și-a mărit participația în Petrol Ofisi la 100%. Doi ani mai târziu, în 2017, OMV a vândut Petrol Ofisi către Vitol Group.
În 2017, OMV – împreună cu ENGIE, Shell, Uniper și Wintershall – a semnat acorduri de finanțare cu Nord Stream 2 AG pentru construcția a 1.200 km de conducte Nord Stream 2 din Rusia până în Germania. În septembrie 2018, OMV a devenit singura companie austriacă listată la Dow Jones Sustainability Index.
În ianuarie 2019, OMV a preluat un pachet de 50% din joint venture-ul “SapuraOMV Upstream Sdn. Bhd.”, o companie lider de țiței și gaze din Malaezia.
În ianuarie 2019, OMV a semnat un acord de preluare a 15% din ADNOC Refining din Abu Dhabi.
În martie 2020, OMV și-a crescut participația la Borealis la 75%, OMV transformându-se astfel, dintr-o companie exclusiv de petrol și gaze, într-un grup de gaze, petrol și produse chimice.
La sfârșitul anului 2020, OMV a pus în funcțiune cea mai mare centrală fotovoltaică din Austria, la Schönkirchen (Lower Austria). 
Pe 31 mai, OMV și VERBUND încheie achiziționarea a 51% din participarea în Gas Connect Austria.
Pe 1 iunie 2021, Alfred Stern devine noul CEO.
Pe 8 iunie 2021, OMV și MOL Group ajung la un acord pentru ca MOL Group să achiziționeze OMV Slovenia.
Pe 5 martie 2022, OMV anunță că nu mai face investiții în Rusia.

## Acționari
Structura acționariatului 2021.
| 31,5 % | ÖBAG                                                  |
| 24,9 % | Mubadala Petroleum and Petrochemicals Holding Company |
| 30,6%  | Investitori instituționali                            |
| 1,8 %  | Flotator liber neidentificat                          |
| 12,2 % | Poziții de retail și diverse                          |
| 0,4 %  | Programe de partajare a angajaților                   |
| 0,1 %  | Acțiuni de trezorerie                                 |

## Participații
Cele mai importante acțiuni ale OMV Aktiengesellschaft sunt enumerate mai jos, cu alte participații deținute de segmentele de afaceri corespunzătoare:
- Borealis AG (75 %)
- OMV Petrom SA (51 %)

## Segmente de activitate

### Explorare și Producție
În Explorare și Producție, OMV explorează, dezvoltă și produce petrol și gaze în cele patru regiuni principale:  În Europa Centrală și de Est, Orientul Mijlociu și Africa, Marea Nordului și Asia-Pacific. În 2021, producția zilnică a fost de 486 kbep/zi (echivalent cu 177,5 mil bep). În timp ce gazele naturale au reprezentat 59% din producția totală, fluxurile de petrol și GNL au reprezentat 41%. La sfârșitul anului 2021, rezervele dovedite se ridicau la 1.295 mil bep.

#### Rafinare și Marketing
Afacerea de rafinare și marketing a OMV rafinează și comercializează combustibili și gaze naturale. Operează trei rafinării interioare în Europa și deține o poziție puternică pe piață în zonele în care sunt situate rafinăriile sale, deservind o rețea puternică de retail de marcă și clienți comerciali. În Orientul Mijlociu, deține 15% din ADNOC Refining și ADNOC Global Trading. Capacitatea de procesare a rafinăriilor sale s-a ridicat la aproximativ 500 kbep/zi.

#### Produse chimice și materiale
În domeniul chimiei și materialelor, OMV, prin subsidiara sa, Borealis, este unul dintre cei mai importanți furnizori mondiali de soluții avansate și circulare de poliolefine, cu vânzări totale de poliolefine de 5,9 milioane de tone în 2021, cât și un lider pe piața europeană în reciclarea produselor chimice de bază, a îngrășămintelor și a materialelor plastice. Compania furnizează servicii și produse clienților din întreaga lume prin Borealis și prin cele două asociații comune importante ale sale: Borouge (cu ADNOC, cu sediul în Emiratele Arabe Unite și Singapore) și Baystar™ (cu TotalEnergies, cu sediul în SUA).